# Linda Zilliacus
Linda Elvira Zilliacus, z d. Gyllenberg (ur. 25 kwietnia 1977 w Helsinkach) – fińska aktorka filmowa.
Zagrała główną, tytułową rolę w szwedzkim dramacie O Sarze z 2005 roku. Jest również znana z  roli Królowej Śniegu  w niemieckim filmie z 2014 roku.
Zamężna z Tobiasem Zilliacusem, z którym ma troje dzieci.

## Wybrana filmografia
- 2003: Zło jako Marja
- 2005: O Sarze jako Sara
- 2014: Królowa Śniegu jako Królowa Śniegu[3]